# Centro de Ciência do Pacífico
O Centro de Ciência do Pacífico (em inglês: Pacific Science Center) é um museu de ciências localizado em Seattle, Washington, nos Estados Unidos. O complexo foi projetado por Minoru Yamasaki, o mesmo arquiteto do World Trade Center. Os edifícios originais do centro fizeram parte do Pavilhão de Ciências dos Estados Unidos na Expo 62, em Seattle.

## Organização
O Centro de Ciência do Pacífico é um museu independente, sem fim lucrativos, localizado em Seattle, Washington. Ocupa uma área de 29.000 m², ao sul do Seattle Center. Um campus em Bellevue, Washington, uma colaboração entre o Centro de Ciência do Pacífico e a cidade de Bellevue, dá aulas sobre gestão ambiental, ecologia de zonas úmidas e consciência da natureza a crianças e adultos. Assim como muitos museus, o Centro de Ciência do Pacífico cria, constrói e aluga várias exposições itinerantes disponíveis para grupos escolares, viagens de campo e o público. Ele também oferece programas com duração de um ano para jovens, famílias e adultos, incluindo acampamentos de verão em várias localidades, eventos de ciência para maiores de 21 anos e fins de semana de pesquisa.
As construções originais do centro fizeram parte do Pavilhão de Ciências dos Estados Unidos na Expo 62, em Seattle. O programa de divulgação do Centro de Ciência do Pacífico, Science On Wheels, tem uma frota de vans que traz educação científica prática para escolas através do Noroeste Pacífico. O centro também tem uma divisão de funcionários cujo propósito é ajudar professores no ensino de ciência aos alunos.

## História
As construções originais do centro foram o Pavilhão de Ciência dos Estados Unidos, parte da exposição World's Fair, realizada em 1962 na cidade de Seattle. No final, se tornando Centro de Ciência do Pacífico, o World of Science, juntamente a Worlds of Art, Entertainment, Commerce and Industry e Tomorrow foi um dos cinco principais temas apresentados ao público na World's Fair. Localizado ao sul das feiras e a oeste da torre "A Agulha do Espaço", o World of Science situava-se debaixo dos arcos, um ponto de referência facilmente identificável. Recentemente, o Centro de Ciência do Pacifico se tornou sem fins lucrativos, ao invés de ser alugado da cidade de Seattle.
As fontes localizadas na entrada do centro apareceram no filme Loiras, Morenas e Ruivas, com Elvis Presley. Após o fechamento da World's Fair, o museu foi reaberto como Centro de Ciência do Pacífico. A área e construções foram alugadas por um dólar ao ano até 2004, quando o título de propriedade foi assinado e, então, a Fundação do Centro de Ciência do Pacífico se tornou oficialmente a proprietária.

### Anos 60
Durante a década de 60, muitas das exposições do centro foram transportadas da exposição World's Fair. No entanto, apenas algumas dessas exposições originais permanecem. Alguns exemplos de exposições que continuam desde a World's Fair são a Lens and Mirror Machine (Máquina de Lente e Espelho) e um modelo interrompido de Earth's moon (Lua da Terra). Uma das mais notáveis exposições de ciência durante a World's Fair foi uma rampa onde as construções eram erguidas numa ladeira, a "rampa da ilusão". Essa exposição foi reproduzida no fim dos anos 90. The domed Spacerium (O Spacerium abobadado), hoje conhecido como o Laser Dome de Seattle e utilizado para shows de luzes laser, foi projetado para uma ampla jornada de cinema pelo espaço. Antes do formato IMAX, uma antiga sala de cinema de lá mostrava filmes como Apollo 8 e The 21st Century, com Walter Cronkite. Antes de ser eleito governador do estado de Washington, Dixy Lee Ray, Pd.D., serviu como diretor central do Centro de Ciência por muitos anos. Ray ajudou a promover o Centro de Ciência do Pacífico a crianças em escolas a partir do programa de ciência voltado a crianças que ela apresentava na rede de TV americana, PBS.

### Anos 70
Em meados dos anos 70, a área de matemática, localizada no andar debaixo, era comandada pela exposição IBM Mathematica, onde demonstradores em jaquetas laranjas, conhecidos como "OJ"s, fizeram bolhas de sabão e mostraram ao público como o novo Chevrolet Chevette estava pavimentando o caminho para uma rápida adoção do sistema métrico. No andar de cima, um aparelho gigante conhecido como probability machine (máquina de probabilidade) iria soar um alarme antes de esvaziar uma lixeira de bolas. Essa máquina foi originalmente projetada como uma exposição para o IBM Pavillion no New York World's Fair de 1964-65. Uma construção aeroespacial continha um mockup do módulo lunar a partir do qual astronautas especializados iriam sair. O Life Building (Construção da Vida) continha a Casa do Monstro Marinho, uma réplica de uma casa de populações nativas, assim como um modelo hidráulico do Puget Sound e da exposição vulcânica, Mount Baker. Com as ciências físicas, a bruxa da física no Halloween perguntaria "Você gostaria de ferver sangue em um copo de papel?" ou Groucho Marx despejaria nitrogênio líquido no reservatório após a demonstração. Os apresentadores em questão eram Janie Mann, que fez shows de combustão dinâmica vestida como uma bruxa, por volta de 1977-1978, e Dan Cox, que fez demonstrações de física como Groucho Marx na mesma época. Cox mais tarde se tornaria professor de física. Esses funcionários foram parte do programa "OJ" (abreviação para Orange Jacket, o uniforme da época para os guias turísticos e assistentes do Centro de Ciência). O programa consistia em 24 alunos de estudo de trabalho, cujo líder no fim dos anos 70 e início dos anos 80, Carl Linde, definiu um formato para o programa que duraria até o fim dos anos 90. O Eames Theather (Teatro Eames) foi originalmente criado para um filme multi-tela especial da IBM para o World Fair. Posteriormente, em 1979, ele se tornou um teatro IMAX, o primeiro dos dois que há no centro.

### Anos 80
O Centro de Ciências do Pacífico cresceu dramaticamente na década de 80. Um passo fundamental na sua evolução foi ter contratado George Moynihan como diretor executivo, em 1980. Moynihan, do Lawrence Hall of Science, em Berkley, comandaria o centro pelas próximas duas décadas. Seu time de lideranças nos anos 80 incluía Diane Carlson, em programas públicos, Dennis Schatz, em educação e exposições, e Dave Taylor em exposições. Em 1984, o Centro de Ciência ousou sediar a exposição "China: 7000 Years of Discovery". O sucesso da exposição ajudou a colocar o CCP em evidência dentre os centros de ciência. Outros notáveis sucessos no fim da década foram algumas repetições de uma exposição itinerante de um dinossauro robótico, o que levou o centro a instalar uma exposição permanente do dinossauro na década seguinte. O Centro de Ciência do Pacífico sediou a Conferêcia Anual da Associação dos Centros de Ciência e Tecnologia, em outubro de 1987 e abriu várias das principais exposições neste mesmo período, incluindo Kids Works, Body Works, uma área animal e uma piscina de maré.

## Design e arquitetura
O complexo do Centro de Ciência do Pacífico foi projetado por Minoru Yamasaki. Yamasaki posteriormente foi o arquiteto do World Trade Center, em Nova Iorque. As paredes de cada edifício, compostas de vigas de concreto pré-fabricadas, formam um motivo utilizado por Yamasaki em vários dos outros edifícios que ele projetou.
Em 2013, o Centro de Ciência do Pacífico exibiu uma arte pública que demonstraria o uso de energia solar. A instalação resultante foi projetada pelo artista de Seattle, Dan Corson e envolve cinco esculturas de flores de 10 metros, inspirada pela planta australiana roda-de-fogo. O trabalho é intitulado Sonic Bloom e gera eletricidade a partir de painéis solares.

## IMAX e exposições permanentes
Hoje, o museu é composto por oito prédios, incluindo dois teatros IMAX (um dos poucos lugares do mundo com mais de um teatro IMAX), um dos maiores teatros Laser Dome do mundo, uma casa da borboleta tropical, um planetário e centenas de exposições práticas de ciência. Puzzle Palooza, uma exposição baseada em jogos de estratégia, com foco em matemática e raciocínio lógico, que esteve no Centro de Ciência por alguns meses, foi removida para abrir espaço para uma nova exposição permanente, "Professor Wellbody's Academy of Health and Wellness", que abriu no dia 1º de dezembro de 2012.

## Exposições itinerantes
Além das exposições permanentes, o Centro de Ciência do Pacífico tem oferecido um constante rodízio de exposições itinerantes, incluindo exposições notáveis como "China: 7000 Years of Discovery", "Titanic: the Artifacts Exhibit",  "Discovering the Dead Sea Scrolls", "Harry Potter The Exhibition", "Star Wars: Where Science Meets Imagination", "Design Zone", "Tutankhamun: The Golden King and the Great Pharaohs", "Race' Are We So Different?" e também "Spy: The Secret World of Espionage", que abriram no Centro de Ciência do Pacífico em 29 de março de 2014. O Centro de Ciência também apresentou "Pompeii: The Exhibition", que teve artefatos recuperados de Pompeia, Itália. A exposição ocorreu entre 7 de fevereiro e 25 de maio de 2015.